# Kemirimuka
Kemirimuka is een bestuurslaag in het regentschap Depok van de provincie West-Java, Indonesië. Kemirimuka telt 35.724 inwoners (volkstelling 2010).